# Klarenbachkirche (Düsseldorf-Holthausen)

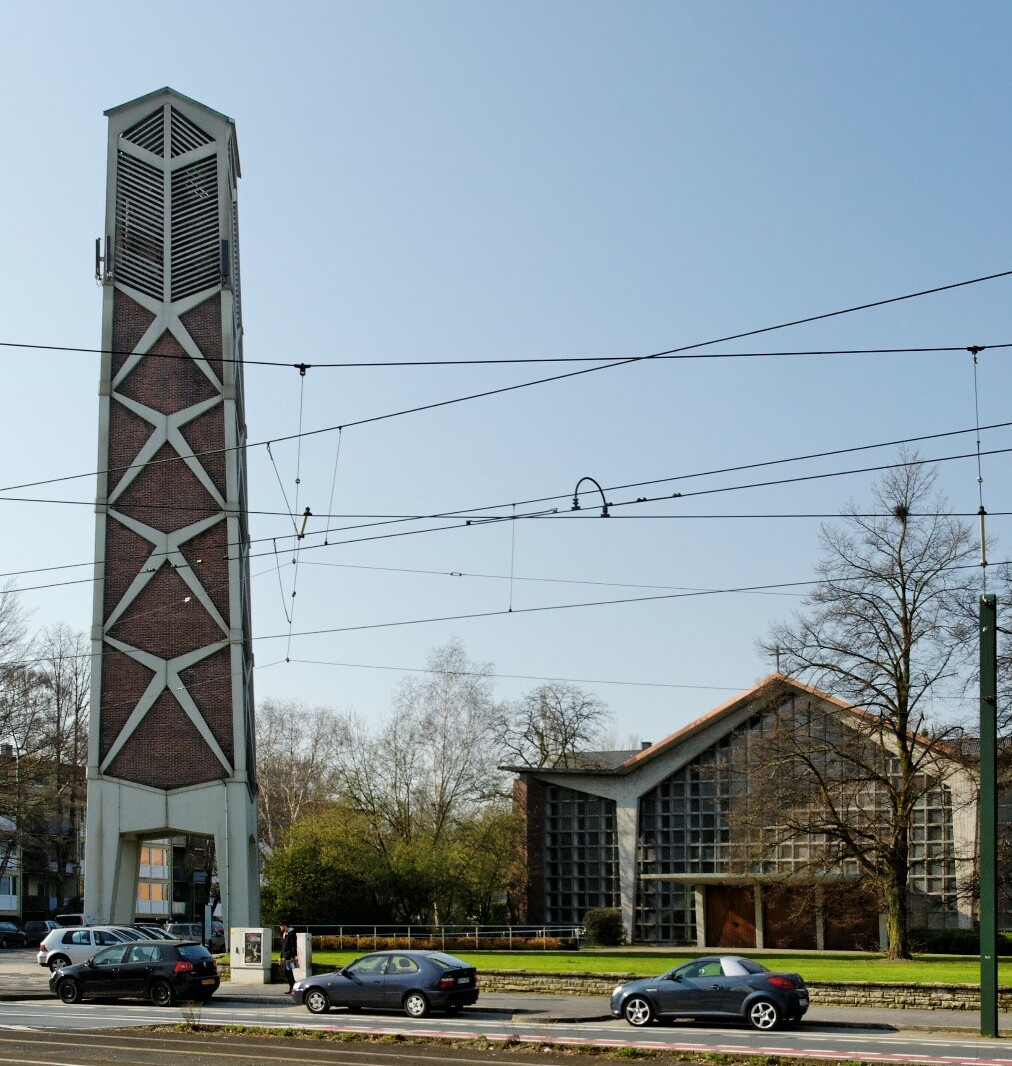
Klarenbachkirche

Die Klarenbachkirche ist eine evangelische Kirche in Düsseldorf-Holthausen, Bonner Straße 24. Sie gehört neben der Stephanuskirche in Wersten zur Kirchengemeinde Düsseldorf-Süd im Kirchenkreis Düsseldorf der Evangelischen Kirche im Rheinland.

## Geschichte
1953 legte der Düsseldorfer Architekt Ernst Petersen, Schwiegersohn des Firmenchefs des Henkel-Konzerns, Hugo Henkel, einen Entwurf für die Klarenbachkirche vor, der nicht genehmigt wurde; ein zweiter Entwurf Petersens und seines Partners Walter Köngeter wurde genehmigt. Am 24. Juni 1954 erfolgte der erste Spatenstich zum Bau, die Grundsteinlegung erfolgte am 31. August desselben Jahres. Nach einjähriger Bauzeit wurde die nach dem Märtyrer Adolf Clarenbach benannte Kirche am 2. Oktober 1955 eingeweiht.
Die Orgel wurde 1956 von der Karl Schuke Berliner Orgelbauwerkstatt erbaut. Sie umfasst 40 Register auf drei Manualen und Pedal. Eine Überholung erfolgte 1994.
Der Turm trägt ein großes Geläut aus vier Glocken, das im Jahre 1955 von der Glocken- und Kunstgießerei Rincker in den Schlagtönen h0, d1, e1 und g1 gegossen wurde.